# Félix Parra
Félix Parra Hernández (Morelia, Michoacán, 17 de noviembre de 1845 - Tacubaya, Distrito Federal, 9 de febrero de 1919) fue un pintor y académico mexicano, integrante de la Academia de San Carlos.
Fue uno de los primeros pintores del siglo XIX en retratar temas de la conquista contribuyendo a la identidad de la pintura nacional en un contexto donde las artes y el país estaba en transformación después de la independencia, además de formar parte de la primera generación que vivió la restructuración de la Academia de San Carlos.
Entre sus obras destacan Fray Bartolomé de las Casas de 1876, la cual fue presentada en la Exposición Internacional de Filadelfia, Una escena de la Conquista de 1877, por la cual fue becado para viajar a Europa, Matanza de Cholula de 1877 y Galileo en la escuela de Padua de 1873.

## Biografía
Félix Parra Hernández nació el 17 de noviembre de 1845, en Morelia Michoacán. Sus padres fueron D. Mariano Ramón Parra y Doña Juliana Hernández.

### Trayectoria
Comenzó sus estudios de dibujo a los 16 años en el Colegio de San Nicolás de Hidalgo, en donde fue discípulo de Octaviano Herrera, quien impartía la clase de pintura académica.
En el 1864 se trasladó a la Ciudad de México para continuar sus estudios en la Academia de San Carlos, ahí aprendió el estilo académico - clasicista característico del pintor Santiago Rebull. Además de ser discípulo de Pelegrín Clavé y José Salomé Pina.
En 1878 fue becado por la Academia para continuar sus estudios en Francia e Italia donde conoció distintas técnicas de vanguardia y corrientes como el simbolismo o el impresionismo, aunque al final se inclinó más por el Art Nouveau. A su regreso a la Academia de San Carlos, a finales de 1882, fungió como profesor de dibujo de ornato, teniendo entre sus estudiantes a Julio Ruelas, Diego Rivera, Gerardo Murillo (Dr. Atl) y Manuel Pastrana González, entre otros; además de convertirse en miembro de la junta directiva de la institución. Fue nombrado  por la Presidencia de la República en 1908 como Dibujante del museo Nacional en sustitución del Maestro José María Velasco.
Se fue becado a Europa 5 años (1878 - 1882) con un equivalente del sueldo del Director de la Escuela Nacional de Bellas Artes gracias a Roman S. Lascuráin que representó una parte importante de la producción plástica de Parra. Durante el periodo que permaneció en París y sus visitas a Roma y Florencia absorbió las corrientes en boga, tanto el movimiento denominado Macchiaioli o "manchoneros", basado en la pincelada suelta y la ausencia de dibujo y soporte de elementos compositivos.
Murió el 9 de febrero de 1919 en Tacubaya, Ciudad de México.

## Obras destacadas
Durante sus años de formación realizó distintas obras ganadoras de premios, como: 
- El Cazador (1881), en la Exposición de la academia, con esta obra ganó el una Bienal de la escuela Nacional de Bellas Artes
- Galileo demostrando las nuevas teorías Astronómicas (1873), en la Escuela de Padua
- Fray Bartolomé de las Casas (1875). Presentado en la Exposición Internacional de Filadelfia de 1876
- Escenas de la Conquista (1877)

## Galería

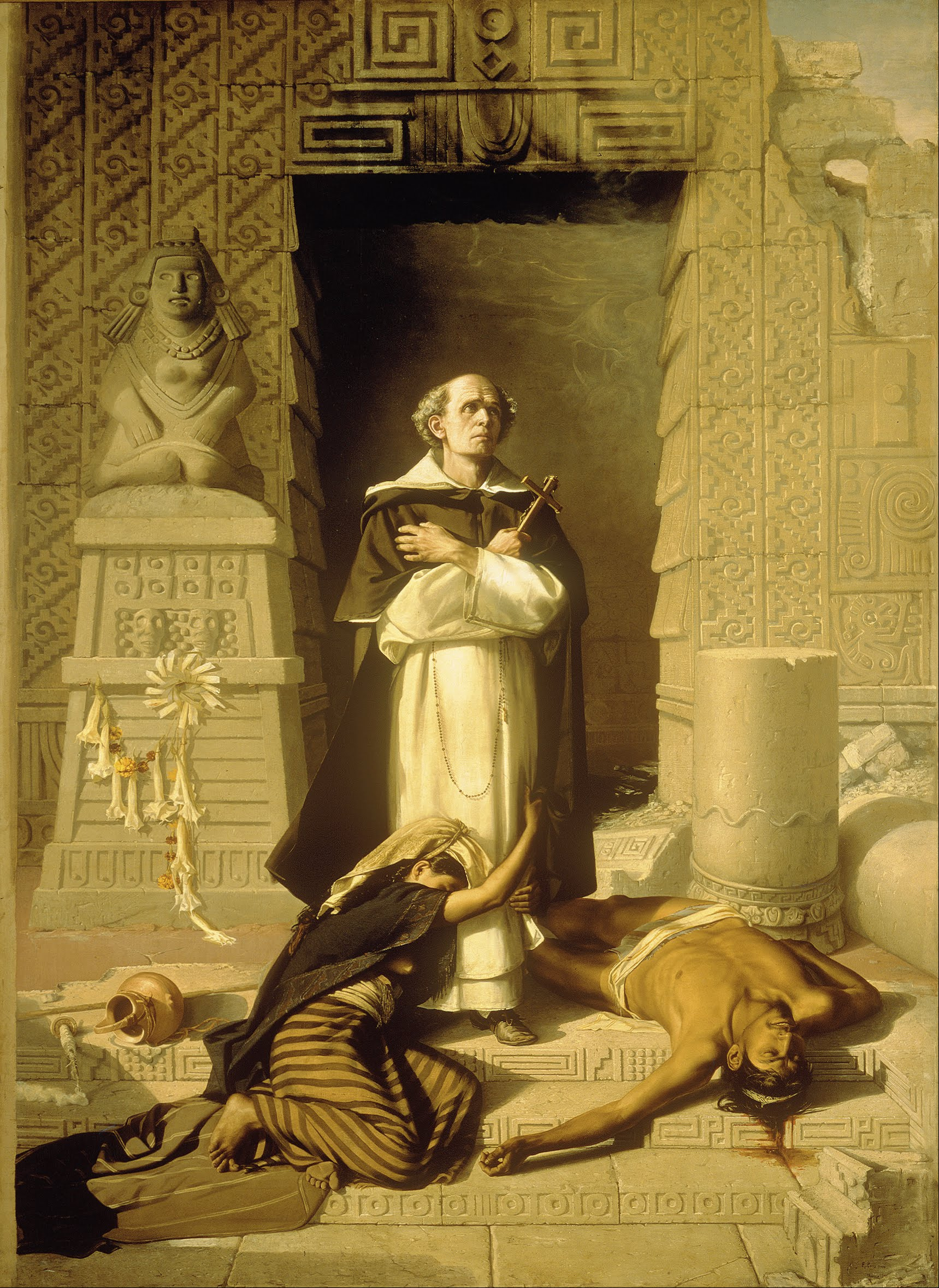
Fray Bartolomé de las Casas, 1875.
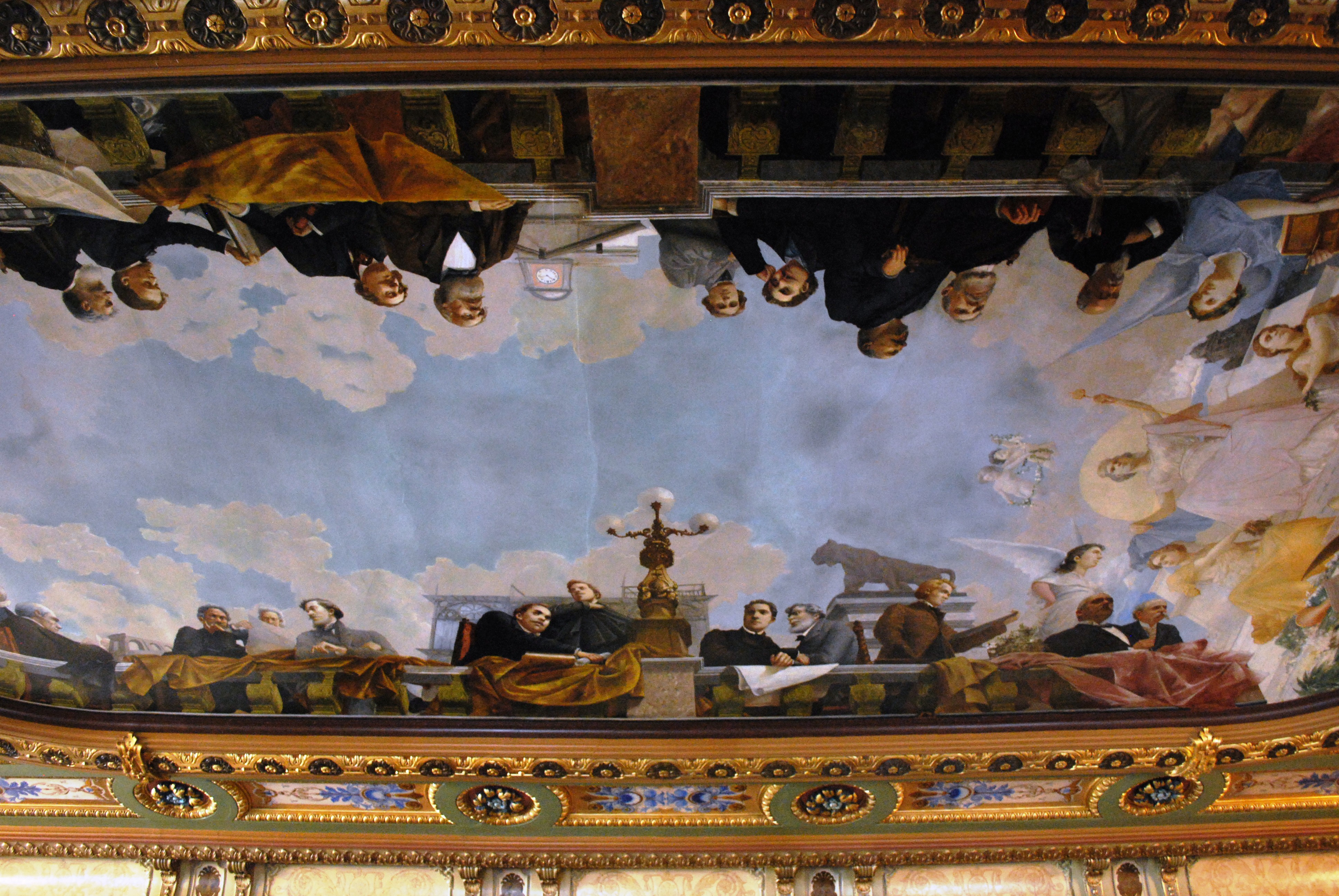
Plafón del Salón de Cabildos
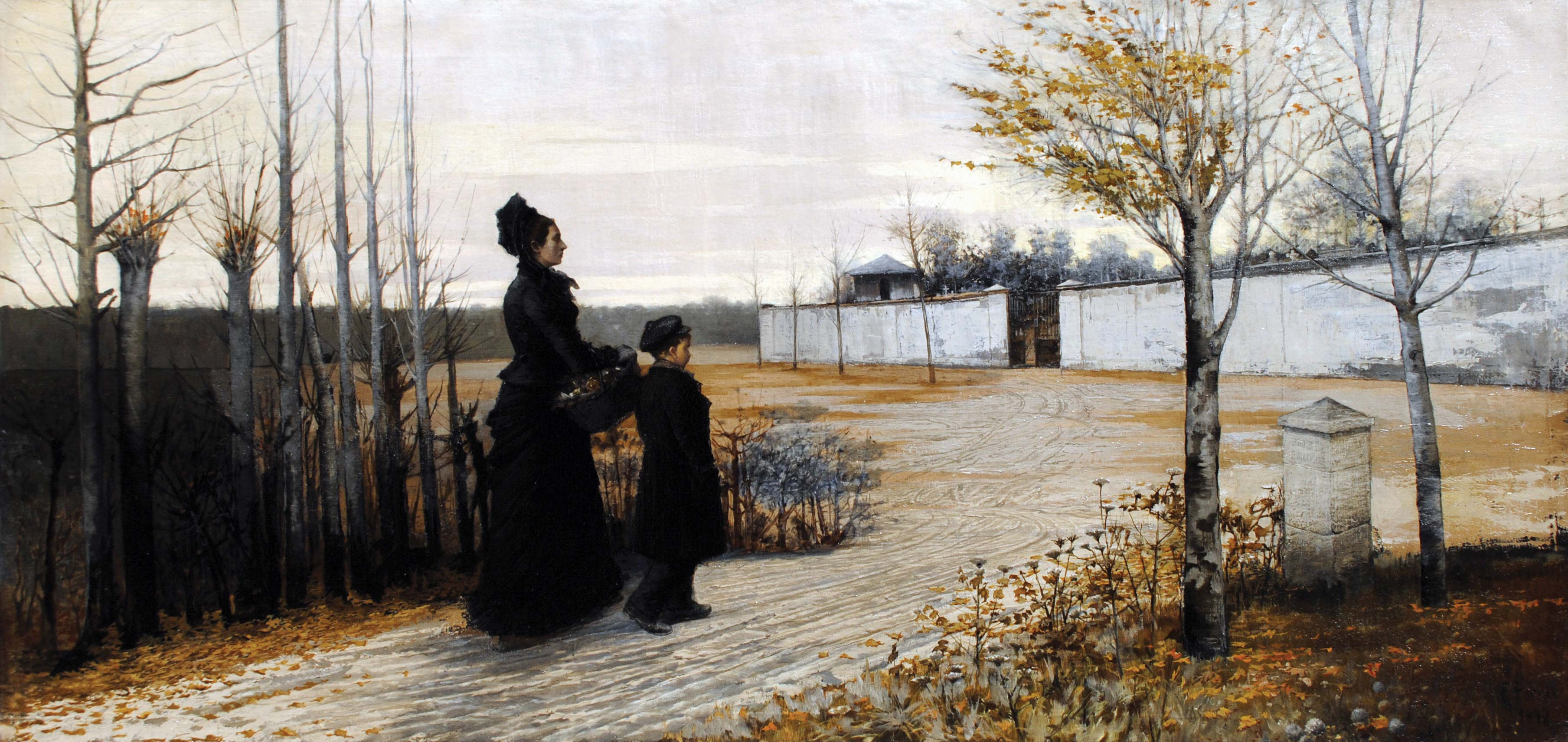
Solos, 1898.
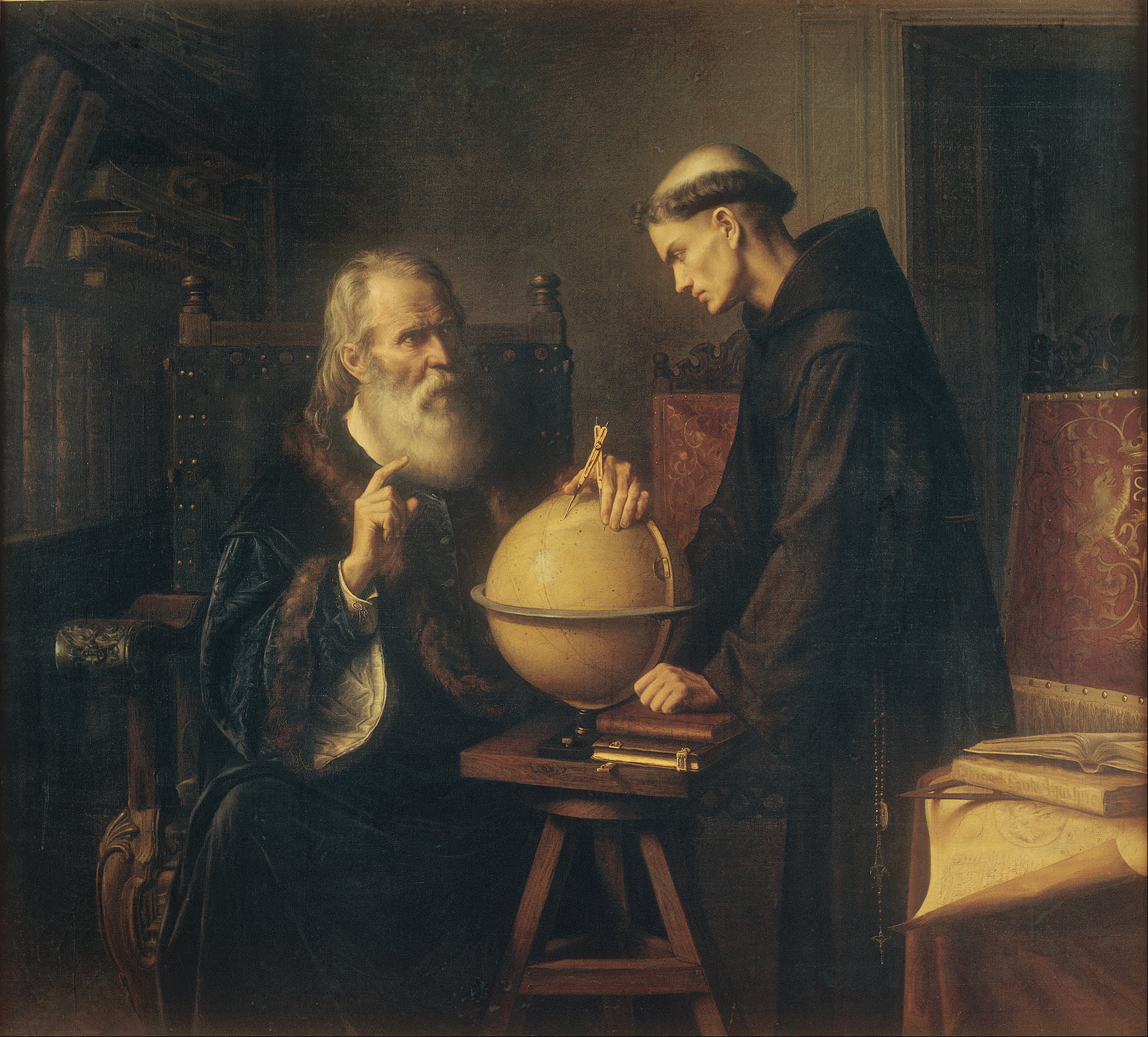
Galileo en la Universidad de Padua demostrando las nuevas teorías astronómicas, 1873.
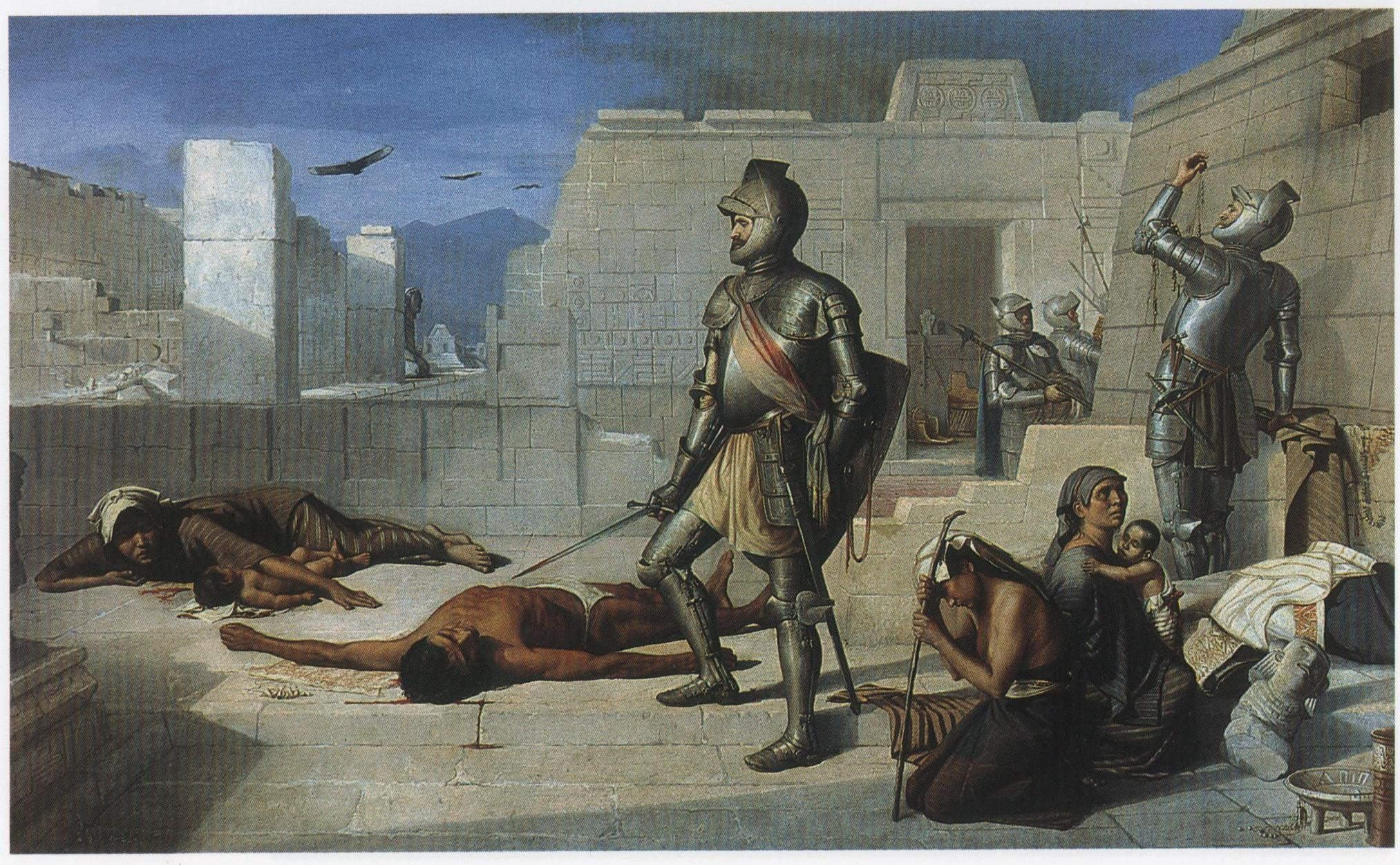
Episodios de la Conquista: Matanza de Cholula, 1877.